# پروآنتوسیانیدین‌های اولیگومریک
پروآنتوسیانیدین‌های اولیگومریک موادی هستند که به‌طور طبیعی وجود دارند و در انواع غذاها و منابع گیاهی یافت می‌شوند. آن‌ها فلاونول‌های بی‌نظیری هستند که از قابلیتهای آنتی‌اکسیدانی قوی و دستیابی حیاتی فوق‌العاده‌ای برخوردارند.

## عملکرد
آزمایش‌های بالینی نشان می‌دهد که پروآنتوسیانیدین‌های اولیگومریک، از نظر فعالیت آنتی‌اکسیدانی پنجاه بار قویتر از ویتامین E و بیست برابر قوی‌تر از ویتامین C می‌باشد. این مواد علاوه بر فعالیت آنتی‌اکسیدانی خود، بافت پیوندی، از جمله سیستم قلبی و عروقی را تقویت نموده، آن را ترمیم می‌کنند و با کاهش میزان تولید هیستامین، واکنش‌های حساسیت‌زا و التهاب‌آور را متعادل می‌سازند.